# 鲍亚雄
鲍亚雄（1997年5月23日—）是一名中国足球运动员，2024年時效力于上海申花足球俱乐部，司职守门员。

## 生平
鲍亚雄出自杭州绿城青训。2019年中国足球超级联赛，鲍亚雄成為河北华夏幸福一线队球員，并于2019年5月4日在河北华夏幸福对阵山东鲁能泰山的比赛中首次亮相，最终球队以0比2落败。 2022年中国足球超级联赛联赛结束时，他所在的球队降级。 
2023年4月11日，鲍亚雄加盟上海申花足球俱乐部。 